# Juan Manuel Ley
Juan Manuel Ley, más conocido como Chino Ley (17 de febrero de 1933-22 de enero de 2016), fue un empresario mexicano y presidente de Casa Ley. También fue presidente de los equipos de béisbol Saraperos de Saltillo en la Liga Mexicana de Béisbol y propietario de los Tomateros de Culiacán en la Liga Mexicana del Pacífico.
En 1910, su padre, Lee Fong, dejó la provincia de Guangdong, China. Cuándo llegó a la ciudad de Sinaloa, "mexicanizó" su nombre a Juan Ley Fong. Ley nació y creció en México, siendo el mayor de sus hermanos. Juan Manuel fue, hasta su muerte, el CEO del grupo Grupo Ley, el cual comprende varias compañías que van de Casa Ley S.A. de C.V., uno de los supermercados minoristas más grandes de México (co-poseídos por basados en California Safeway Inc.), tiendas departamentales, equipos de béisbol en ambas ligas mexicanas (Saraperos de Saltillo y Tomateros de Culiacán), venta de automóviles, y Del Campo y Asociados, uno de los productores más grandes de tomates frescos para exportación a los Estados Unidos.
Nació el 17 de febrero de 1933 en Tayoltita, Durango, México y falleció el 22 de enero de 2016, a los 82 años, en Culiacán, Sinaloa, México. Fue elegido para estar en la Sala de Béisbol Profesional mexicana de Fama en 2006.